# St. Nikolaus (Herrnfelden)

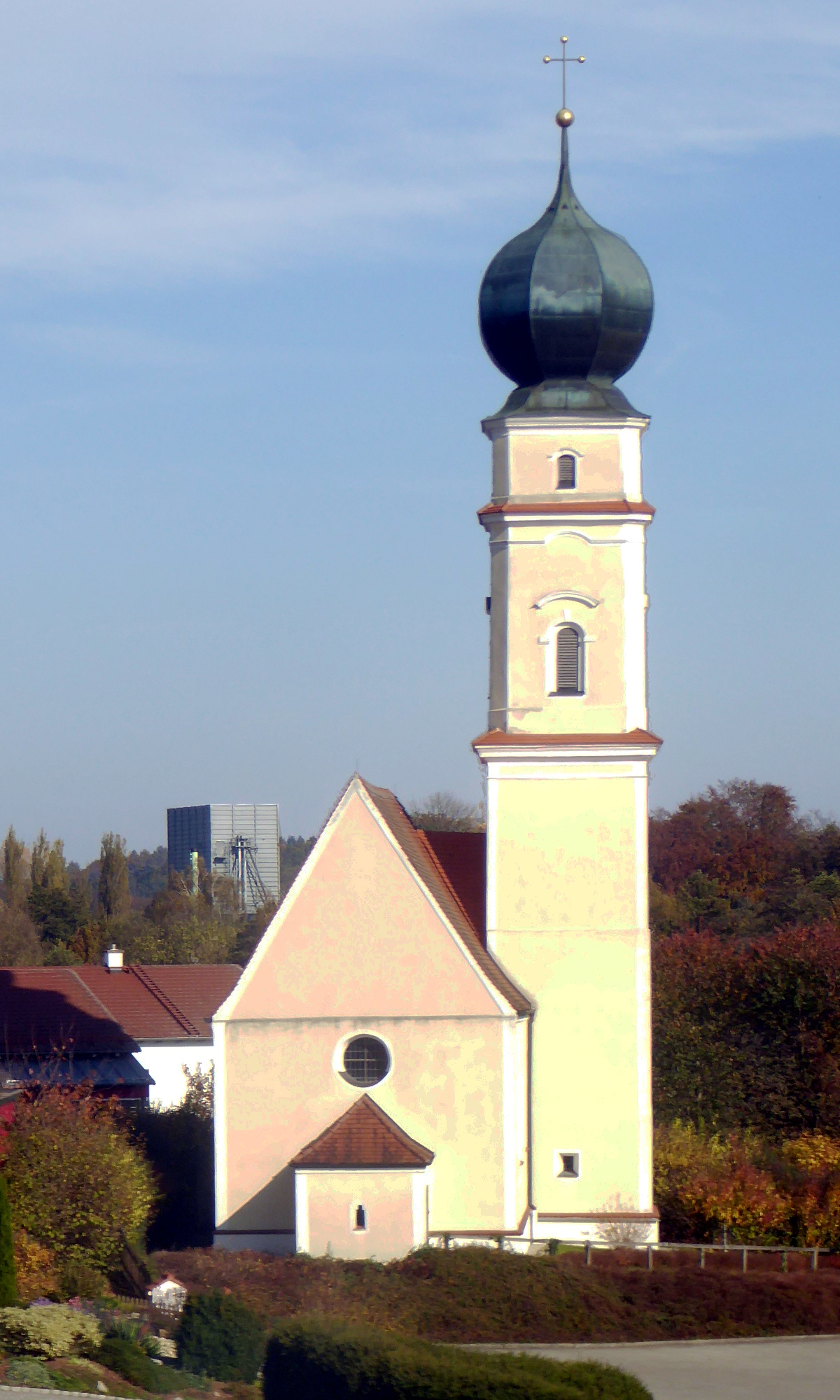
Außenansicht der Nebenkirche St. Nikolaus von Westen

Die römisch-katholische Nebenkirche St. Nikolaus in Herrnfelden, einem Stadtteil von Vilsbiburg im niederbayerischen Landkreis Landshut, ist eine spätgotische Saalkirche, die um 1480 erbaut wurde. Das Gotteshaus mit dem Patrozinium des heiligen Nikolaus (Gedenktag: 6. Dezember) ist eine Nebenkirche der Pfarrei Mariä Himmelfahrt in Vilsbiburg. Es ist als Baudenkmal mit der Nummer D-2-74-184-80 beim Bayerischen Landesamt für Denkmalpflege eingetragen.

## Geschichte
Die spätgotische Kirche wurde laut den Einträgen in der Pfarrmatrikel um 1480 erbaut. Der Turm wurde 1768 in Massivbauweise erneuert, die Zwiebelkuppel 1825 von dem Vilsbiburger Zimmerermeister Paul Himmelmayr mit Holzschindeln gedeckt. Die Westempore wurde 1865 eingezogen. Im Jahr 1992 fand eine Außenrenovierung statt, 1993 wurde die Dachkonstruktion instand gesetzt. Von Oktober 2020 bis Dezember 2021 wurde eine Innenrenovierung durchgeführt. Zuvor musste die Kirche gesperrt werden, da im Bereich des Chorbogens Risse und Verformungen der Decke sichtbar geworden und am Dachstuhl Fäulnisschäden aufgetreten waren.

## Architektur

### Außenbau
Die am Ufer der Großen Vils gelegene Saalkirche ist nicht – wie zur Erbauungszeit üblich – exakt nach Osten ausgerichtet, sondern um rund 30 Grad nach Norden gedreht. Sie umfasst einen eingezogenen Chor mit einem Langjoch und Fünfachtelschluss sowie ein vierjochiges Langhaus, die unter einem gemeinsamen Satteldach vereinigt sind. Südlich am Chor ist der stattliche, rund 35 Meter hohe Turm angebaut. In dessen Untergeschoss ist die Sakristei untergebracht. An die Westfassade wurde in der Barockzeit ein Vorzeichen mit abgewalmtem Dach angebaut.
Der Außenbau wird durch einen umlaufenden Dachfries und durch schwache Dreieckstreben am Chor gegliedert. Die Fensteröffnungen sind spitzbogig, im Langhaus teils barock vergrößert und ausgerundet, teils zugesetzt. Auch das ehemalige Südportal wurde in der Barockzeit vermauert.
Der quadratische Turmunterbau ist spätgotisch. Er umfasst drei Geschosse, wobei die minimale geschossweise Verjüngung von außen nur durch schwache Gesimse erkennbar ist. Ein kräftig hervortretendes Wasserschlaggesims, das sich in etwa auf Firsthöhe von Langhaus und Chor befindet, vermittelt den Übergang zu dem barocken Oberbau mit abgeschrägten Kanten. Dieser setzt sich aus zwei verschieden hohen Geschossen zusammen, die jeweils nach vier Seiten rundbogige Schallöffnungen besitzen. Den oberen Abschluss bildet eine mit Kupfer gedeckte Zwiebelkuppel.

### Innenraum
Der Chor wird von einem spätgotischen Netzgewölbe mit birnstabförmigen Rippen überspannt. Diese entspringen aus halbrunden Profilkonsolen, denen teils stumpfe Spitzschilde vorgelegt sind. Die Konsole sind an rechteckigen Wandpfeilern angebracht, die oberhalb der Konsolen in spitze Schildbögen übergehen. Am Gewölbescheitel befinden sich zwei runde Schlusssteine, denen halbrunde Wappenschilde aufgelegt sind. In der Sakristei befindet sich ebenfalls ein spätgotisches Rippengewölbe, hier mit einfacherer Sternfiguration. Jedoch erscheinen die wiederum birnstabförmigen Rippen hier reicher profiliert. Der Schlussstein und die mit halbrunden Wappenschilden verzierten Konsolen sind ähnlich wie im Chor.
Der einfache, spitze Chorbogen vermittelt den Übergang vom Chor zum Langhaus, das von einem barocken, gemauerten Tonnengewölbe mit Stichkappen überspannt wird. Das rückwärtige Langhausjoch wird von einer freispannenden Holzempore überdeckt. Das Portal ist mit einem geraden Sturz versehen.

## Ausstattung
Über einem gemauerten, verputzten Stipes erhebt ein polychrom gefasster, neugotischer Altaraufbau mit Gesprenge, der von dem Münchner Bildhauer Johann Petz entworfen wurde. Der ausführende Kunsthandwerker ist unbekannt. Dieser enthält in der Mitte eine Aussetzungsnische und zu beiden Seiten je zwei Figurennischen. Diese enthalten Plastiken der vier lateinischen Kirchenväter (von links nach rechts): Augustinus, Gregor der Große, Ambrosius von Mailand und Hieronymus. Das Chorbogenkruzifix ist mit einem naiv geschnitzten Korpus versehen, der Anfang des 17. Jahrhunderts entstanden sein dürfte. Das Chorgestühl und die Stuhlwangen sind mit geschnitztem Rokoko-Muschelwerk verziert. Diese werden dem Vilsbiburger Bildhauer Johann Paul Wagner zugeschrieben und in die Zeit um 1760 datiert. Das Portal enthält Schnitzwerk Wagners und ist mit reich verzierten Beschlägen im Stile des Rokoko versehen. Die Holzbrüstung der Empore weist neugotisches Schnitzwerk in Form von Vierpassornament auf.
An der Südwand des Chores sind Freskenreste mit einer Darstellung des Kirchenpatrons, des heiligen Nikolaus, zu finden. Im Bereich der nicht mehr vorhandenen Kanzel wurde ein mit 1593 GS bezeichneter Ziegelstein entdeckt. Bei den beiden Buchstaben handelt es sich um Initialen, die allerdings nicht zugeordnet werden können. Über die Wände von Chor und Langhaus sowie auf der Ostseite des Chorbogens sind Stuckmedaillons mit Rokoko-Schweifwerkumrahmung verteilt, die Brustreliefs der zwölf Apostel enthalten. Diese sind um 1760 entstanden und werden ebenfalls Wagner zugeschrieben.